# TMK 201
TMK 201は、ユーゴスラビア時代に製造された路面電車車両。現・クロアチアの首都・ザグレブのザグレブ市電と、現・セルビアの首都・ベオグラードのベオグラード市電に導入されたが、2025年までに営業運転を終了した。この項目では、同時期に製造された付随車についても解説する。

## 概要・運用
1951年に試作車が製造された後、1957年から1965年まで量産車が作られたTMK 101の改良型として、1971年から開発が始まった車両。TMK 101と同様に片運転台式のボギー車として設計されたが、全長が14 mに伸び定員数が増加した他、主電動機（出力60 kw）もTMK 101の1台車につき1基搭載（モノモーター方式）から2基搭載に変更された。電気機器を除いた部品の大半はクロアチア地域で生産されたものを使用した。当初は「TMK1-Z」という形式名であったが、1970年代中盤に「TMK 201」へと変更されている。
製造は1973年から行われ、TMK 101の量産車の製造も実施したジュロー・チャコビッチ工場（Đuro Đaković）が手掛けた。また、導入に際して従来の車両よりも全長が伸びた事から一部の区間について車両限界に適合させるための改良工事が行われた。翌1974年までにザグレブ市電へ向けて30両の導入が完了し、同年7月22日から営業運転を開始したが、購入費用や生産能力などを検討した結果、ザグレブ市電を運営していたザグレブ電気軌道（ZET）はジュロー・チャコビッチ工場との新型車両導入契約を打ち切ったため、それ以上の増備は行われなかった。一方、量産に先立って製造された試作車は現：セルビアのベオグラード市電に導入され、2両が使用された。
ザグレブ市電に在籍していた車両の廃車は1996年頃から始まり、2017年の時点で残存するのは1974年製の12両であった。その後も新型車両の導入による廃車が進み、次項で述べる付随車のTP 701と共に2025年6月をもって最後の車両が営業運転から撤退した。一方、1990年代以降に登場した3車体連接車のTMK 2100には廃車されたTMK 201から供出した台車や電気機器が用いられている。

## TP 701
TMK 201と共に導入された付随車で、当初は「TP1-Z」という形式名で呼ばれていた。1973年から1974年にかけて製造が行われ、2017年の時点でザグレブ市電に12両が残存していたが、TMK 201と共に2025年に営業運転を終了した。TMK 201と連結した2両編成での総定員は156人である。

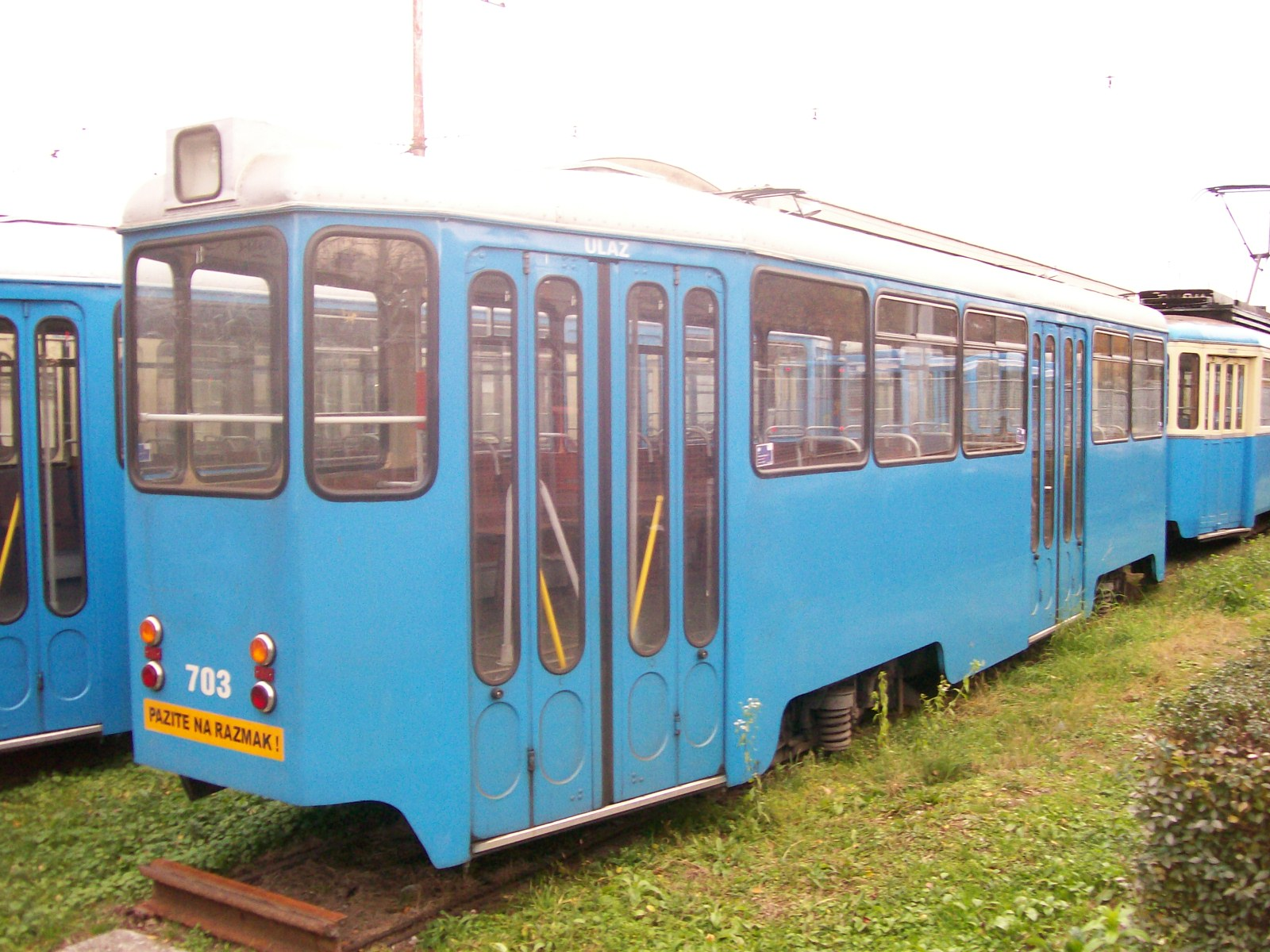
TP 701